# Leucheria
Leucheria är ett släkte av korgblommiga växter. Leucheria ingår i familjen korgblommiga växter.

## Bildgalleri

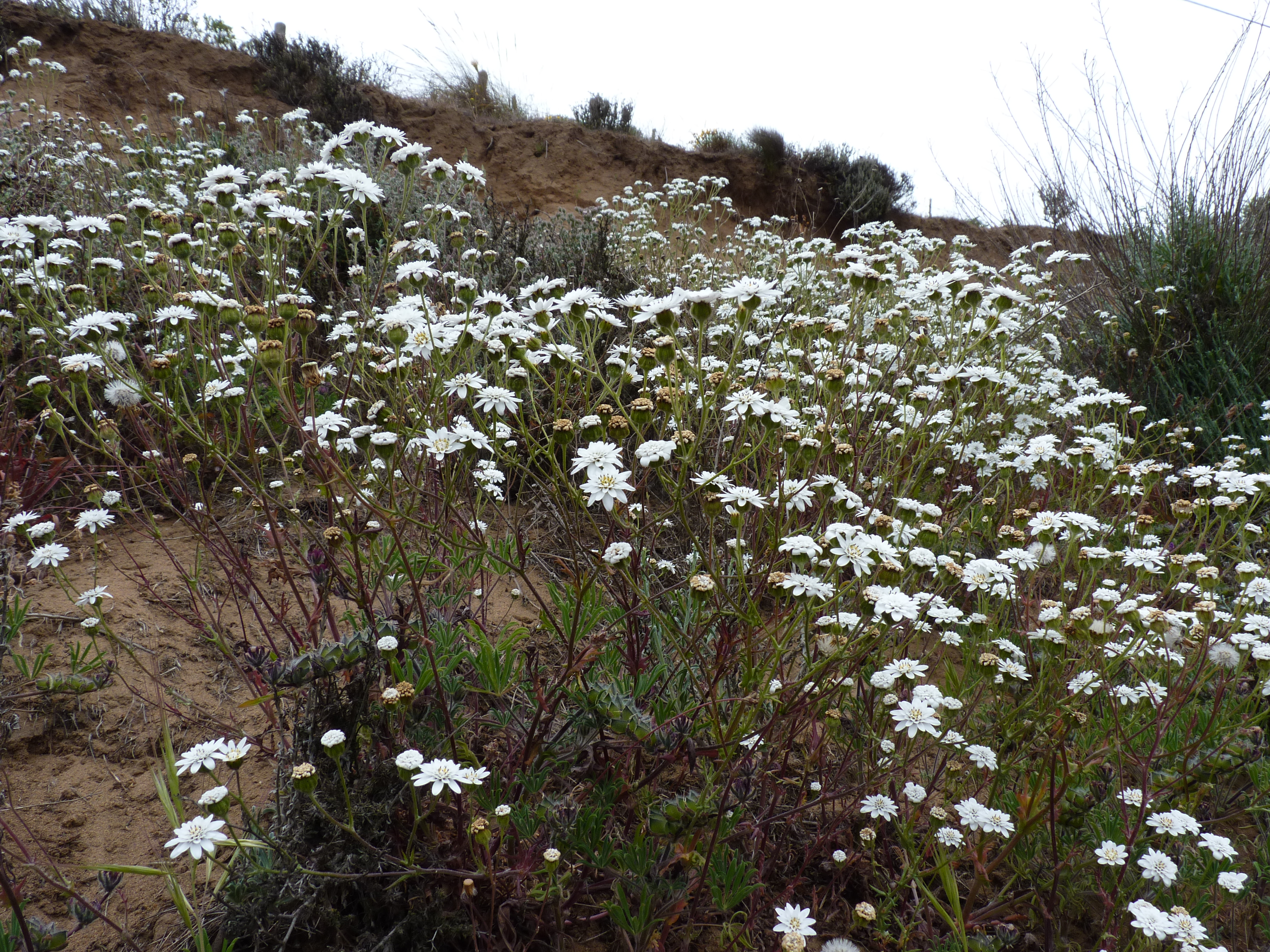
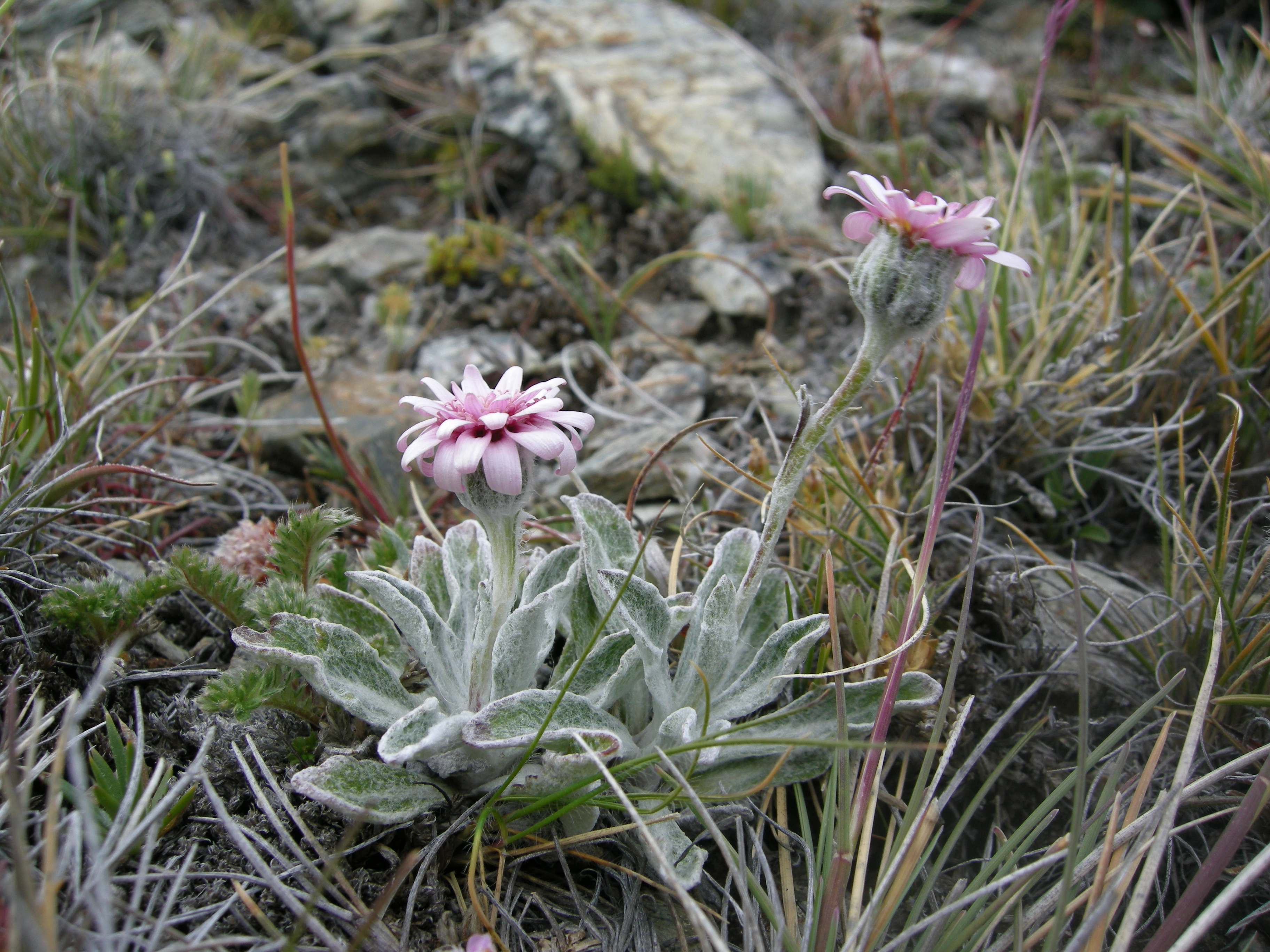
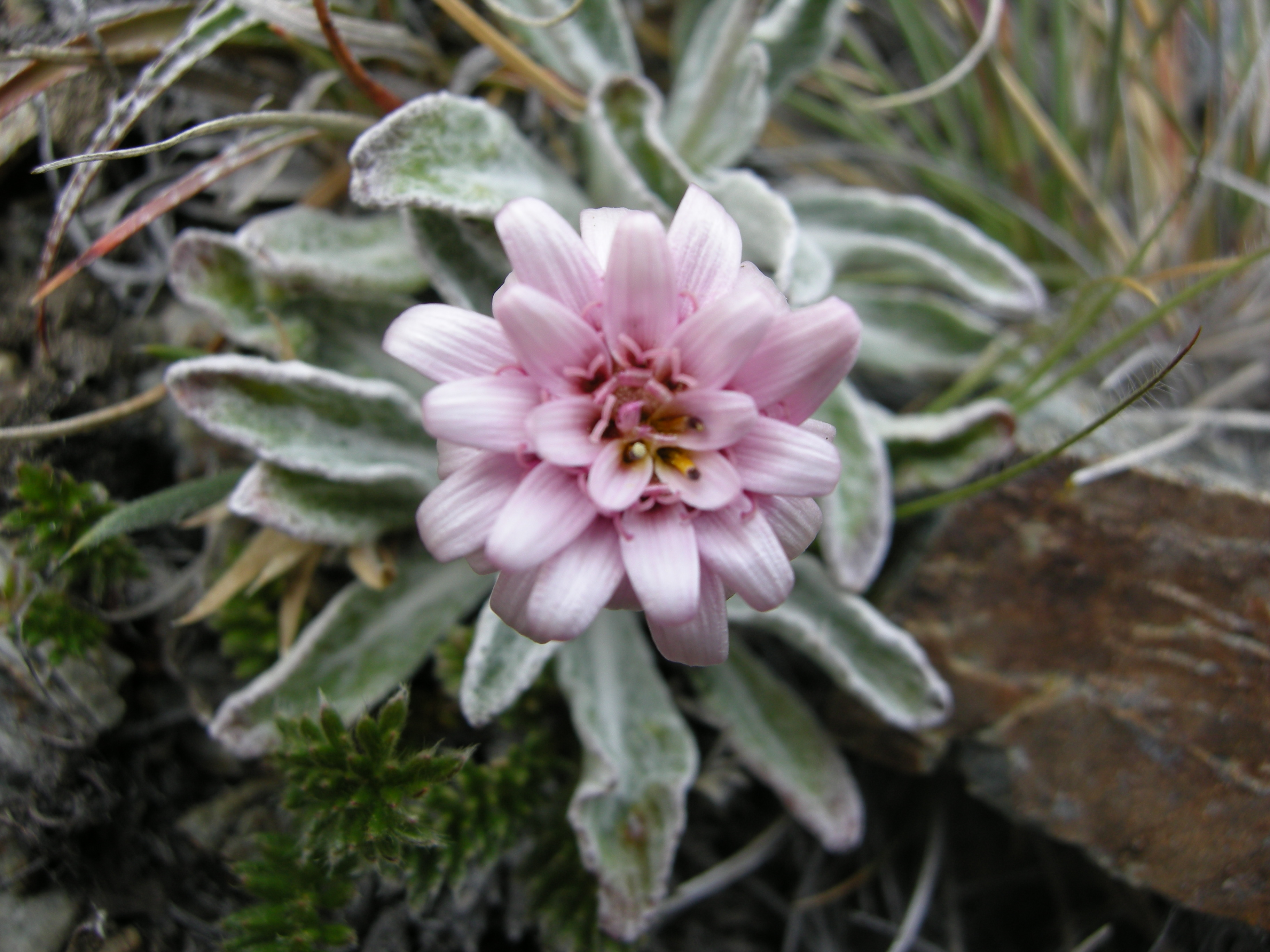
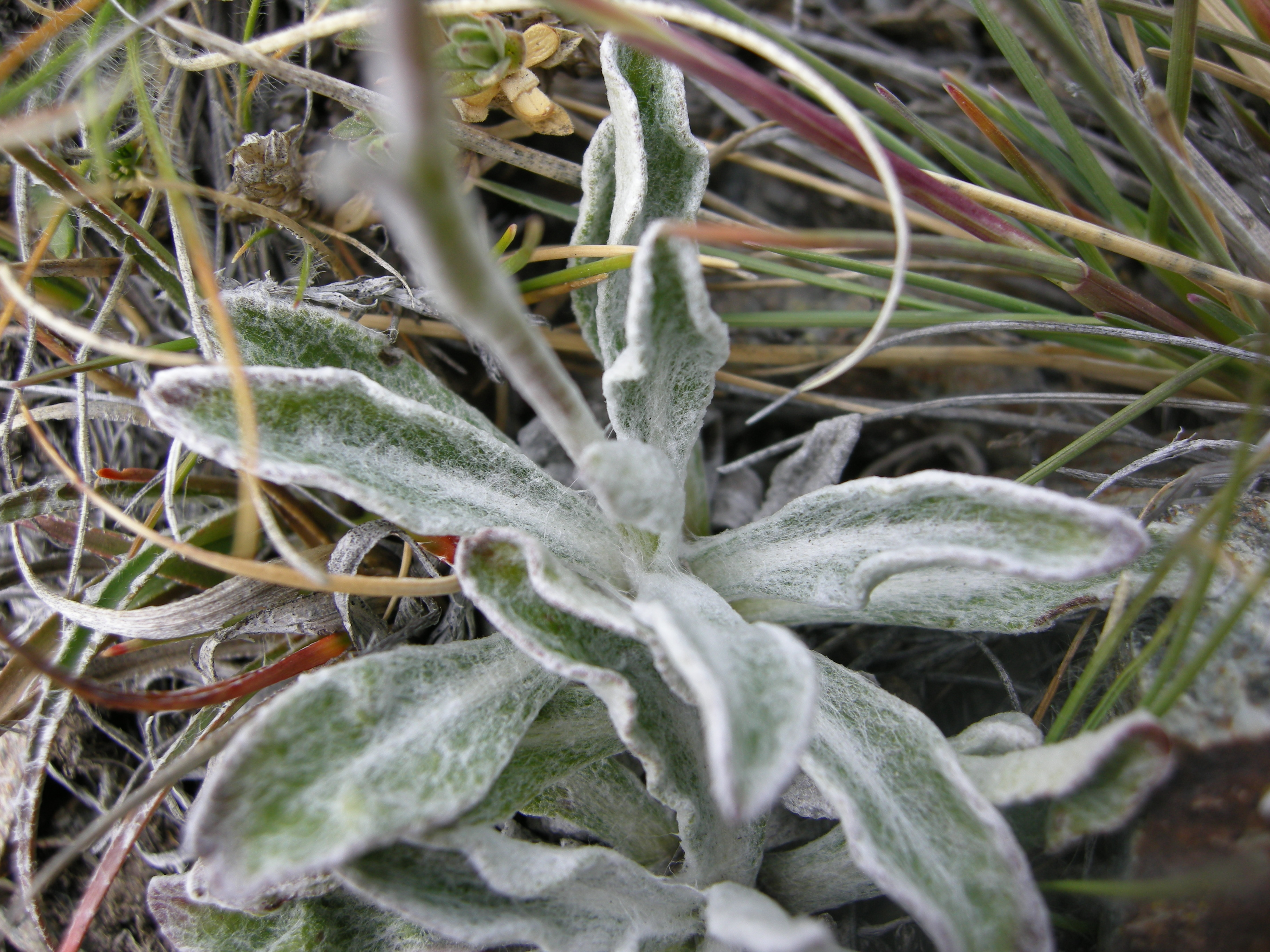

## Dottertaxa tillLeucheria, i alfabetisk ordning[1]
- Leucheria achillaeifolia
- Leucheria amoena
- Leucheria apiifolia
- Leucheria barrasiana
- Leucheria bridgesii
- Leucheria candidissima
- Leucheria cerberoana
- Leucheria coerulescens
- Leucheria congesta
- Leucheria cumingii
- Leucheria daucifolia
- Leucheria diemii
- Leucheria eriocephala
- Leucheria floribunda
- Leucheria garciana
- Leucheria gayana
- Leucheria gilliesii
- Leucheria glabriuscula
- Leucheria glacialis
- Leucheria glandulosa
- Leucheria hahnii
- Leucheria hieracioides
- Leucheria landbeckii
- Leucheria leontopodioides
- Leucheria lithospermifolia
- Leucheria magna
- Leucheria menana
- Leucheria millefolium
- Leucheria multiflora
- Leucheria nutans
- Leucheria oligocephala
- Leucheria paniculata
- Leucheria papillosa
- Leucheria polyclados
- Leucheria pteropogon
- Leucheria purpurea
- Leucheria rosea
- Leucheria runcinata
- Leucheria salina
- Leucheria scrobiculata
- Leucheria senecioides
- Leucheria suaveolens
- Leucheria tenuis
- Leucheria thermarum
- Leucheria tomentosa
- Leucheria viscida